# أنصار (طائفة)

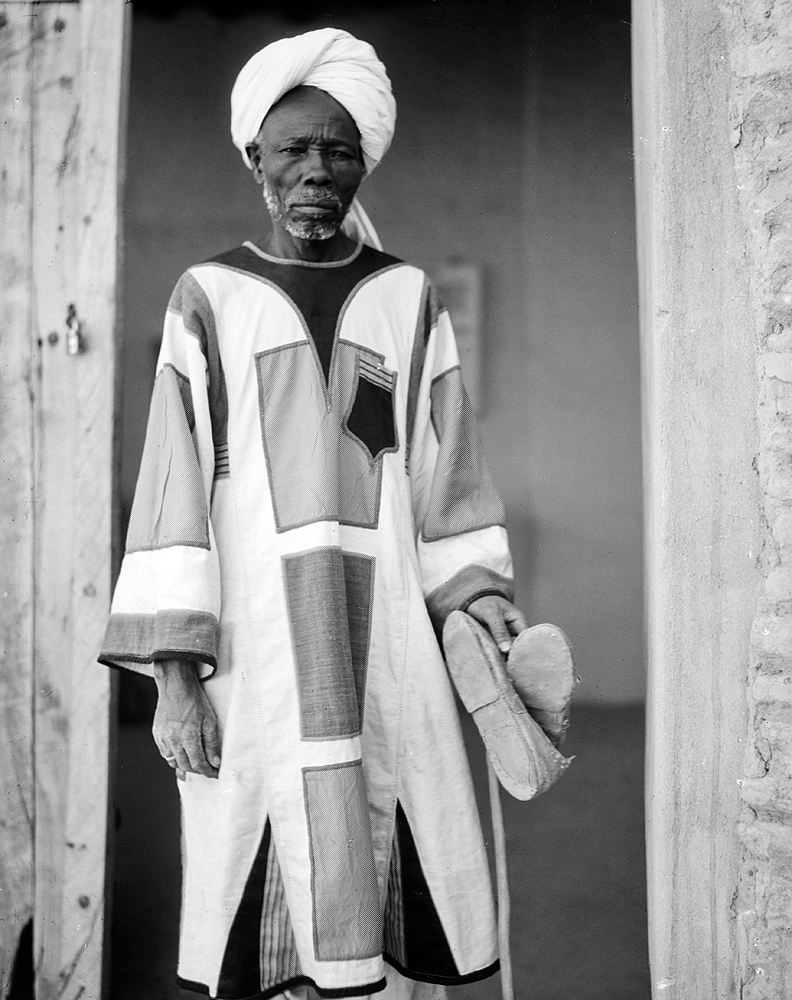

أنصار المهدي، في السودان هم طائفة دينية سودانية منطلقين من الآية القرآنية [الصف:14]: {يَا أَيُّهَا الَّذِينَ آَمَنُوا كُونوا أَنصَارَ اللَّهِ} باعتبار الأنصارية درجة أعلى من الإيمان.

## نهج الأنصار
نهج الأنصار يقوم على خمسة أسس واضحة هي:
1. الالتزام بالكتاب والسنة والامتثال للنص القرآني والسني القطعي ورودا والقطعي دلالة.
2. فيما عدا القطعيات هذه فإن أحكام الإسلام تحتمل الاجتهاد والتجديد على أساس: لكل وقت ومقام حال ولكل زمان وأوان رجال.
3. إن لتكاليف الإسلام أغوارا وبواطن لا تصلح إلا بصلاح تلك البواطن.
4. الجهاد الهادف لإعلاء كلمة الله ماض إلى قيام الساعة.
5. الإمامة قيادة دينية واجبة.

## الإمامة في كيان الأنصار

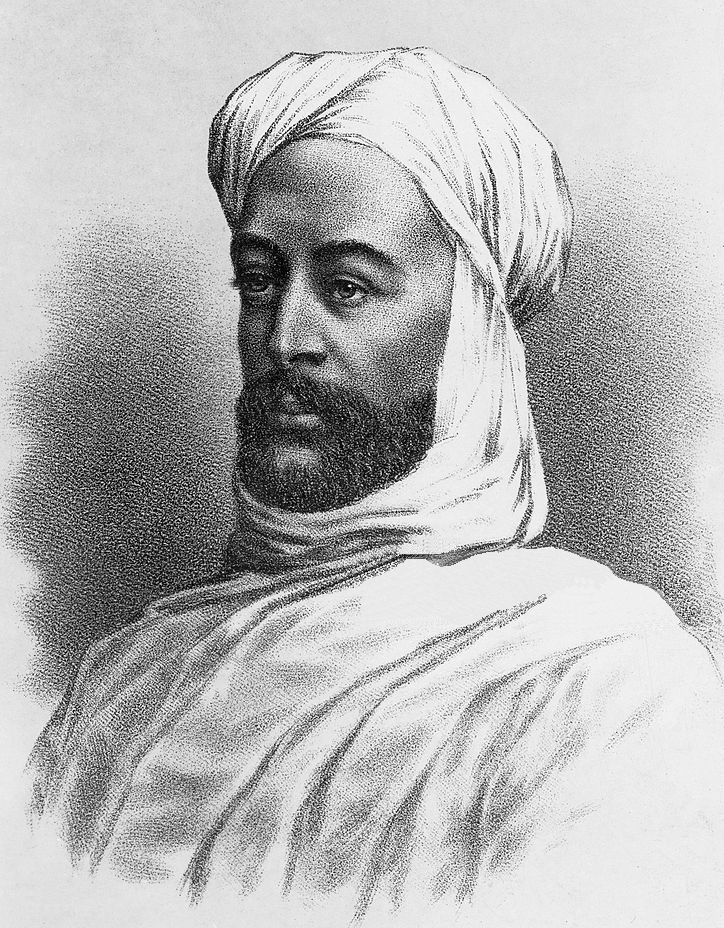
المهدي السوداني قائد الثورة السودانية

لقد بايع أنصار الله الإمام المهدي بيعة المهدية. وبعد وفاته بايعوا خليفته عبد الله بن محمد. وبعد استشهاد الخليفة تفرقت كلمة الأنصار إلى أن اجتمعوا مرة أخرى حول الإمام عبد الرحمن المهدي باعث الأنصارية وبايعوه بيعة الرضا.. لم يكن التسليم للإمام عبد الرحمن بالقيادة راجع لكونه ورث القيادة عن أبيه، فقد كان السيد عبد الرحمن وغيره من أفراد أسرة المهدي بدون أي امتيازات سياسية أو دينية وكان هيكل المهدية الهرمي يعترف بالخلفاء والأمراء ولم يعط الوراثة أي وضع. ولكن السيد عبد الرحمن كان المتصدي للم الأنصار وجمع شتاتهم وتوحيد كلمتهم فاستحق القيادة وبايعه الأنصار إماما في 1946م الموافق 1359هـ.
قبل وفاته أوصى الإمام عبد الرحمن بابنه السيد الصديق المهدي خليفة له فبايعه الأنصار إماما بعد وفاة الإمام عبد الرحمن في 1959م.
لدى وفاته في أكتوبر 1961، لم يوص الإمام الصديق لشخص معين خليفة له. بل كون لجنة لإدارة شئون الأنصار من خمسة أشخاص برئاسة السيد عبد الله الفاضل المهدي. وقال في وصيته التي أملاها على ابنه الصادق المهدي بحضور جمهور كبير حضر وفاته أن إمام الأنصار ينبغي أن يختار عن طرق الشورى أي ينتخبه الأنصار في الوقت المناسب بعد زوال نظام الحكم العسكري الأول الذي كان يحكم البلاد. ولكن بعد وفاة الإمام اجتمع المجلس الخماسي واقترح رئيسه السيد عبد الله أن يختار المجلس الإمام لأن تعليق هذا الاختيار لفترة ربما أحدث أضرارا، وأن يكون الإمام هو السيد الهادي المهدي، فوافقت اللجنة على الاقتراح، وبويع السيد الهادي إماما للأنصار.
في عهد الإمام الهادي نشأت نزاعات حول القيادة السياسية ولكنها لم تشمل اختلافا حول كيان الأنصار وقيادته، وفي فبراير من عام 1969م تم تجاوز الخلافات السياسية وأعيد توحيد حزب الأمة وأصدر الإمام الهادي بيانا بتسمية السيد الصادق المهدي الرجل الثاني بعده في كافة مهامه.
وفي 25 مايو 1969م وقع الانقلاب العسكري بشعاراته الشيوعية المقصية للآخرين. لذلك وقفت ضده كل القوى الإسلامية والوطنية مما أدى بتداعي المواقف لأحداث الجزيرة أبا وودنوباوي في مارس 1970م. أعقب ذلك هجرة الإمام الهادي المهدي ورفاقه شرقا حيث اعترضه الجناة وقتلوه هو وزميليه في الكرمك فلاقوا ربهم شهداء في سبيل الدين والوطن.
وبعد استشهاد الإمام الهادي تولى السيد الصادق المهدي قيادة الأنصار الفعلية. وأعلن أن إقامة الإمامة واجب أنصاري وسيتم اختيار الإمام عن طريق الشورى على نحو ما ورد في وصية الإمام الصديق المهدي المعروفة.
وفي سبيل ذلك فقد سعى في تكوين هيئة شئون الأنصار كجسم مؤسسي شوري يقوم بتنظيم عمل الأنصار، فتم أول تكوين لأمانتها العامة ومجلس الحل والعقد فيها عام 1979م.
حسب الدليل الأساسي للهيئة فإن الإمام هو قائد كيان الأنصار، ويتم ترشيحه بواسطة مجلس يسمى مجلس الحل والعقد ويراعي عند ترشيحه "البلاء والالتزام بالدين الإسلامي والكفاءة العلمية والاجتهاد في سبيل إحيائه وبث دعوته ورفع شأن الأحباب، ويكون ممن تقلد بقلائد الدين ومالت إليه قلوب المسلمين، ومن أعلى الناس همة وأوفاهم ذمة". يبايع الإمام أولا بواسطة مجلس الشورى ثم المؤتمر العام، ويسعى عقب ذلك للحصول على البيعة من الجمعية العمومية للأنصار في مناطقهم كلها، ويصير ملزما بالعمل بالكتاب والسنة والجهاد والاجتهاد ونهج الشورى". تشمل مسئولية الإمام تقديم القيادة الدينية والروحية والقدوة الحسنة، والعمل على تحقيق أهداف هيئة شئون الأنصار، والعمل على رعاية الأنصار، وتقديم الفتاوى والنصح في أمور الدين والدنيا، علاوة على المشاركة في تكوين مجالس الهيئة.
وقد ثارت بعض خلافات من آل بيت الإمام محمد أحمد المهدي يدعي بعضهم القيادة على أساس النسب، وقد اتفق الأنصار على ضبط الإمامة بالأسس التي جاء بها المؤسس الأول، والتي أكد عليها الإمام الصديق المهدي، فصدرت «صحيفة الإمامة».
وفي ديسمبر 2003 تم انتخاب السيد الصادق المهدي إماما للأنصار، وقد تم تجديد انتخابة كرئيس لحزب الأمة في أبريل 2003م. وهنالك علاقة وثيقة بين كيان الأنصار الديني «هيئة شئون الأنصار» وهو كيان دعوي وتربوي وثقافي، وبين حزب الأمة الحزب السياسي الذي تنخرط فيه غالبية الأنصار، مما حدا بالكيانين أن يحاولا التمييز بين الجسمين برغم التداخل في عضويتهما، وقد أجازا سويا «صحيفة التمييز بين حزب الأمة وهيئة شئون الأنصار».

## روابط خارجية
- الإمام الصادق المهدي
- حزب الأمة